# Linda Bond
Linda Bond, född 22 juni 1946 i Kanada, var Frälsningsarméns 19:e general från och med den 2 april 2011 till 3 augusti 2013.
Bond blev frälsningsofficer 21 juni 1969. Hennes första kommendering var som kårledare 1969. Hon har två gånger haft uppdrag på internationella högkvarteret i London. Bland hennes tidigare förordnanden kan även noteras hon varit divisionschef i England och ledare för FA:s arbete i USA:s västra territorium med säte i Los Angeles. Hon var ledare för Frälsningsarmén i Australiens östra territorium innan hon den 31 januari 2011 blev utsedd av Frälsningsarméns höga råd att från och med den 2 april 2011 överta uppdraget som general. Samma datum gick den tidigare generalen Shaw Clifton i pension. Hon var general till 3 augusti 2013 då hon efterträddes av general André Cox 
Linda Bond besökte Sverige i mars 2013 och gästade då Frälsningsarméns kårer i Stockholm och Jönköping.